# Ясенець (Сохачевський повіт)
Ясенець (пол. Jasieniec) — село в Польщі, у гміні Рибно Сохачевського повіту Мазовецького воєводства.
Населення — 176 осіб (2011).
У 1975—1998 роках село належало до Скерневицького воєводства.

## Демографія
Демографічна структура станом на 31 березня 2011 року:
|          | Загалом | Допрацездатний вік | Працездатний вік | Постпрацездатний вік |
| -------- | ------- | ------------------ | ---------------- | -------------------- |
| Чоловіки | 87      | 18                 | 57               | 12                   |
| Жінки    | 89      | 18                 | 51               | 20                   |
| Разом    | 176     | 36                 | 108              | 32                   |